# François Châtelet
François Châtelet (pronunciado /fʁɑ̃swa ʃatlɛ/; Boulogne-Billancourt, 27 de abril de 1925 - París, 26 de diciembre de 1985) fue un filósofo e historiador de la filosofía francés, comprometido en las disputas de su tiempo, que influyó notablemente con su enseñanza parisina en los años 1970.

## Trayectoria
Estudió filosofía en París, en la Sorbona; logró una agregación en 1948 y consiguió el doctorado en 1961. 
A partir de 1945 se vinculó a medios izquierdistas y, después de 1955, se acercó al partido comunista, aunque consciente de su indigencia teórica. Sucedía que la otra corriente de pensamiento reinante por entonces –el existencialismo– le parecía una mediocre herencia de Maine de Biran, basada en la persona: ello conduciría a un romanticismo de la subjetividad que él denostaba. En 1956, estuvo junto a los pensadores sociales críticos, conscientes de lo denunciado por Nikita Jruschov, de la invasión de Budapest y la situación dramática en Argelia. Con Kostas Axelos, Edgar Morin, Jean Duvignaud y Henri Lefèvre, expresó sus disidencia en la famosa revista Arguments.
Sus trabajos de filosofía política fueron continuos y numerosos, destacando obras como Les marxistes et la politique, Profil d'une œuvre: «Le Capital», Les Années de démolition o Histoire des idéologies, 
Tras la reformas administrativas, originadas por el mayo de 1969, formó el Departamento de Filosofía de la Universidad experimental de Vincennes (la futura Université de Paris VIII), junto con Michel Foucault y Gilles Deleuze. Y fue cofundador del Collège international de philosophie (Colegio Internacional de Filosofía).
Estuvo casado con la filósofa Noëlle Châtelet, hermana de Lionel Jospin.
François Châtelet, de honda formación filosófica, se consideraba ante todo un historiador de la filosofía, un historiador de la razón, como lo muestra su famoso escrito Platón: esa frase se ha convertido en lema de su trabajo (como se comprueba en los diálogos de Una historia de la razón). Fue especialista en filosofía política. Para Deleuze, es un racionalismo empírico el suyo, arraigado en Aristóteles.

## Obra
- Périclès et son siècle, 1960

- La Naissance de l'histoire: la formation de la pensée historienne en Grèce, Minuit, 1961 El nacimiento de la historia, Siglo XXI, 1980 ISBN 978-84-323-0322-7

- Logos et praxis: recherches sur la signification théorique du marxisme, París, SEDES, 1962

- Platon, Gallimard, 1965; El Pensamiento de Platón, Labor (1968) ISBN 978-84-335-1009-9

- Hegel, Le Seuil, 1968; Hegel según Hegel, Laia (1972) ISBN 978-84-7222-210-6

- La philosophie des professeurs, Grasset, 1970; La filosofía de los profesores, Fundamentos (1971) ISBN 978-84-245-0031-3

- Histoire de la philosophie. Idées. Doctrines, obra colectiva. en 8 vol., 1972-1973, Historia de la Filosofía, Espasa (1976) ISBN 978-84-239-4944-1

- La Révolution sans modèle, con Gilles Lapouge y Olivier Revault d'Allonnes, Mouton, 1974

- Les marxistes et la politique, con Évelyne Pisier y Jean-Marie Vincent, Thémis, 1975; Los marxistas y la política, Taurus (1977) ISBN 978-84-306-9968-1

- Profil d'une œuvre: «Le Capital» (libro 2), Hatier, 1976

- Les Années de démolition, Hallier, 1976

- Chronique des idées perdues, Stock, 1977

- Histoire des idéologies, con Gérard Mairet, 3 vol., Hachette, 1978; Historia de las ideologías, Akal  (1989) ISBN 978-84-7600-375-6

- Questions, objections, Denoël-Gonthier, 1979

- Présentation et commentaire du «Manifeste du Parti communiste» de Karl Marx et F. Engels, París, EMP, 1981

- Les conceptions politiques du XXe siècle, con Évelyne Pisier-Kouchner, PUF, 1982

- Histoire des conceptions politiques, con Olivier Duhamel y É. Pisier-Kouchner, PUF, 1982; Historia del pensamiento político, Tecnos (2006) ISBN 978-84-309-4452-1

- Dictionnaire des œuvres politiques, con O. Duhamel y E. Pisier-Kouchner, PUF, 1986

- Une histoire de la raison, Le Seuil, 1992; Una historia de la razón: conversaciones con Émile Noël, Pre-Textos (1998) ISBN 978-84-8191-221-0

- La Philosophie au XXe siècle, en 4 tomos.

- Logos et Praxis, Hermann, 2009